# Hard Choice Awards
Hard Choice Awards jsou americké ceny v oblasti gay pornografie. Od roku 1994 je každoročně vyhlašoval online magazín XX Factor, původně X-Factor, který uveřejňoval recenze videa i webových stránek a zprávy z gay erotického průmyslu a zábavy. Ocenění vybíral z recenzované produkce sám provozovatel magazínu, filmový recenzent vystupující pod pseudonymem Onan the Vulgarian, od desátého ročníku navíc ve spolupráci s dalším recenzentem Harleym Shadowem. Ceny nebyly udíleny na slavnostních ceremoniálech, pouze zveřejňovány na stránkách magazínu. Přesto byly široce citovány a komentovány v blozích a dalších médiích z oboru.

## Držitelé ceny
Během let se proměňovaly kategorie, v nichž byla cena udílena, od jedenácti v roce 1994 po více než třicítku. Některé kategorie byly relativně stabilní, jiné vznikaly jednorázově jen pro ocenění konkrétní mimořádné produkce nebo osobnosti v daném roce.

### 1994
Ocenění byla vyhlášena poprvé v roce 1994:
Nejlepší film (Best video)
Going Down in Style (All Worlds Video, r. Dave Babbitt)
Nejlepší kamera (Best Videography)
Brad Austin za The Boys from Bel-Air (Catalina)
Nejlepší režie (Best Director)
John Summers za Magnified (All Worlds Video)
Nejlepší herec (Best Actor)
Michael Brawn v Going Down in Style (All Worlds Video)
Nejlepší herec ve vedlejší roli (Best Supporting Actor)
Daniel Valent v Pleasure Express a Sauna Paradiso (Falcon International)
Nejlepší sex pro dva (Best Sex for 2)
Kip Harting a Jason Silver v Shades of Grey (Bijou)
Nejlepší „trojka“ (Best Three-Way)
Dex Westin a Randy Storm v barové scéně v Major Owens (Bijou)
Nejlepší sex s pomůckami (Best Sex with Toys)
Bryce Colby a Trent Reed v Flashpoint (Falcon)
Nejlepší nováček (Best Newcomer)
Hunter Scott
Nejlepší sólo (Best Solo)
Ray Ed Hartley v Backstage Pass (Hot House Entertainment)
Nejlepší sex pro tři a víc (Best Sex for 3 or More)
líbací scéna před večeří v Going Down in Style
[ zpět nahoru ]

### 1995
V roce 1995 přibyla kategorie pro nejlepší scénář, zatímco nebyl vyhlášen nejlepší herec ve vedlejší roli. V hodnocení scén trojici kategorií z předchozího ročníku nahradilo šest jiných kategorií. Celkově byli vyhlášeni vítězové v 15 kategoriích a 7 čestných uznání:
Nejlepší film (Best video)
The Other Side of Aspen 3-4 (Falcon Studio)
Nejlepší kamera (Best Videography)
The Plowboys (Falcon International)
čestné uznání: Sirocco (Greenwood/Cooper Homevideo)
Nejlepší režie (Best Director)
George Duroy za sérii Falcon International
Nejlepší scénář (Best Screenplay)
Thor Stephans za Wet Dreamers (Odyssey Men Video)
čestné uznání: Bullseye (All Worlds Video)
Nejlepší herec (Best Actor)
Justin Sloan v Bullseye (All Worlds Video)
čestné uznání: Tim Lowe v Bullseye (All Worlds Video)
Nejlepší vulgární sex (Best Sleazy Sex)
Joe Romero a Joshua Scott v Sex in Dangerous Places (Bijou Video)
Nejlepší romantický sex (Best Romantic Sex)
Josh Shafer a Reese Myers v Erotic Explorer (Bijou Video)
Nejlepší živočišný sex (Best Animal Sex)
Mick Nichols a Rick Drake v Measuring Up (Primo Video)
Nejerotičtější sex (Most Erotic Sex)
Marc Saber s přítelem a zbraní v Hush (Brad Braverman)
čestné uznání: Jackson Phillips a Matt Raven v How to Get a Man in Bed (Forum Studio)
Nejlepší orální scéna (Best Oral Scene)
Keith Stratton a Daryl Brock v As Big as They Come 2 (Jocks Video)
čestné uznání: Jake Andrews za vše
Nejlepší výstřik (Having a Blast! – cum shot)
Kyle Brandon v Hard as Marble (All World Video)
čestné uznání: všichni v Erotic Explorer (Bijou Video)
Nejlepší nováček (Best Newcomer)
Tony Piagi
Nejlepší sólo (Best Solo)
Bernabe v Interludes (Greenwood/Cooper Homevideo)
čestné uznání: Todd Stevens v Put It Where It Counts (Bijou Video)
Nejlepší sex pro tři a víc (Best Sex for 3 or More)
Stop in the Name of Sex (Bijou Video)
Panteon Michelangelových těl (Onan's Pantheon of Michelangelo Bodies)
Jackson Phillips
[ zpět nahoru ]

### 1996
V roce 1996 kategorii vulgárního sexu nahradil vysněný sex. Přibylo sedm nových kategorií pro hodnocení herců, cena za nejlepší hudbu a průkopnická cena. Celkem bylo vyhlášeno 24 cen a 9 čestných uznání:
Nejlepší film (Best video)
The Last Taboo (Studio 2000, r. Dave Babbitt)
Nejlepší kamera (Best Videography)
Bruce Cam za Lost in Vegas (All Worlds Video)
čestné uznání: Bill Dunne a Mitchell Hunter (Catalina, mnoho filmů)
Nejlepší režie (Best Director)
Jerry Douglas za Flesh and Blood (All Worlds Video)
Nejlepší scénář (Best Screenplay)
Dave Babbitt za The Last Taboo (Studio 2000)
Nejlepší herec (Best Actor)
Hodge Armstronge v Why Marines Don't Kiss (All Worlds Video)
čestné uznání: Mark Montana v The Last Taboo
Nejlepší vysněný sex (Best Mind Fuck)
Kurt Young, Hawk McAllistar a Jeanna Fine v Flesh and Blood
Nejlepší romantický sex (Best Romantic Sex)
Derek Cameron a Kurt Young v Tradewinds (Huge Video)
Nejlepší živočišný sex (Best Animal Sex)
Jackson Phillips a Adriano Marquez v Men of South Beach (Bijou)
čestné uznání: Cliff Parker a York Powers v River Patrol (Titan Media)
Nejerotičtější sex (Most Erotic Sex)
Logan Reed a Brad Michaels v The Choice (Huge Video)
Nejlepší orální scéna (Best Oral Scene)
Dane Tarzan a Ethan Michael Allen v Playing with Fire (All Worlds Video)
Nejlepší hrudník (Best Chest)
Logan Reed
čestné uznání: Lee E. McKinney alias Derek Cameron
Nejhlubší hrdlo (Deepest Throat)
Kyle Brandon
čestné uznání: Kyle McKenna
Nejvíc sexy kluk na světě (Most Fuckable Boy in the World)
Dave Russell
čestné uznání: Kevin Kramer
Nejlepší hudba (Best Music)
Dennis Walker, Marine Code of Silence za Don't Ask, Don't Tell (Brick House Productions)
čestné uznání: Daniel Hillriegel za River Patrol (Titan)
Nejlepší výstřik (Having a Blast! – cum shot)
Mark Anthony, Steve Sax a Akos Matyas v The World of Men (Kristen Bjorn)
čestné uznání: Vincent DeMarco v Unexpected Persuasion (Galaxy Pictures)
Nejlepší nováček (Best Newcomer)
Logan Reed
čestné uznání: Matt Bradshaw
Nejlepší sólo (Best Solo)
Paul Monet v Interview 1 (BIG Entertainment)
Nejlepší sex pro tři a víc (Best Sex for 3 or More)
Cory Evans, Jordan Young, Mike Nichols a Casey Williams v Night Watch 2 (Mustang)
Panteon Michelangelových těl (Onan's Pantheon of Michelangelo Bodies)
Rob Stone, Todd Gibbs
Nejlepší herec ve vedlejší roli (Best Supporting Actor)
Kevin Kramer v Playing to Win (Studio 2000)
Nejlepší nesexuální role (Best Non-sexual Performance)
Holly Woodlawn v Beverly Hills Hustlers (BIG Entertainment)
Cena za drsný humor (Savage Humor Award)
režisér Paul Barresi za Mr. Blue (Jet Set Productions)
Penis, který by měl být zvěčněn v latexu (Cock Which Should Be Memorialized in Latex)
Mason Walker
Průkopnická cena (Where No Man Has Been Before Award)
tvůrčí tým studia Falcon za nalezení pozoruhodných análních pomůcek jako kukuřičný klas nebo nerezové řetězy
[ zpět nahoru ]

### 1997
V roce 1997 přibyla kategorie pro rimmingovou scénu namísto ocenění penisu a průkopnictví. Celkem tedy bylo oceněno 23 vítězů a vyjádřeno 9 čestných uznání:
Nejlepší film (Best video)
Anchor Hotel (Kristen Bjorn)
čestné uznání: Deep in the Brig (Centaur)
Nejlepší kamera (Best Videography)
Bruce Cam za Hard Core (All Worlds Video) a za Island Guardian (Titan Media)
Nejlepší režie (Best Director)
Chi Chi LaRue za Hard Core (All Worlds Video)
Nejlepší scénář (Best Screenplay)
Thor Stephens za Invaders from Uranus (Thor Productions)
čestné uznání: Mike Donner za Said and Done (All Worlds Video)
Nejlepší herec (Best Actor)
Damien Ford v Goodfellas Badfellas (Brick House)
Nejlepší vysněný sex (Best Mind Fuck)
Mike Lofton a Logan Reed v One Hot Summer (Studio 2000)
Nejlepší romantický sex (Best Romantic Sex)
Scott Lyons a Marc Hamilton v Deep in the Brig (Centaur Films)
Nejlepší živočišný sex (Best Animal Sex)
Chris Rock a Mike Nichols v Marine Crucible (Centaur Films)
čestné uznání: Eduardo Bandeiras a Silvio Maia v Breakin' em In 2 (MarcoStudio)
Nejerotičtější sex (Most Erotic Sex)
Adriano Sabroso a Mateo Torres v Amazon Adventure (Kristen Bjorn)
čestné uznání: Adam Wilde a K.C. Hart v Hardline (Jocks Studios)
Nejlepší orální scéna (Best Oral Scene)
Paul Morgan a K.C. Hart v Back Seat BJ (All Worlds Video)
Nejlepší rimming (Best Rimming)
Jack Tower a Karl Thomas v Can't Say No (Galaxy Pictures)
Nejlepší hrudník (Best Chest)
Steve Rambo
Nejhlubší hrdlo (Deepest Throat)
Sweet Williams
čestné uznání: Leo Masters
Nejvíc sexy kluk na světě (Most Fuckable Boy in the World)
Jordan West
Nejlepší hudba (Best Music)
Francois Girard za Gangsters at Large (Kristen Bjorn)
Nejlepší výstřik (Having a Blast! – cum shot)
Sean Dickson v Self Suckin' Dildo Ridin': Rampage (Brick House, r. Jerry Douglas)
čestné uznání: Paul Morgan a Vincent DiMarco v každém jejich filmu
Nejlepší nováček (Best Newcomer)
Richie Fine
čestné uznání: Kurt Stefano
Nejlepší sólo (Best Solo)
Chris v Trade 1: Straight from the Streets (The Body Shoppe)
Nejlepší sex pro tři a víc (Best Sex for 3 or More)
Dean Spencer, Andras Gartoni a Ivan Czeska v Anchor Hotel (Kristen Bjorn)
čestné uznání: Kyle Hunter, Matt Bradshaw a Will Clark v Take One: Guys Like Us (Hot House)
Panteon Michelangelových těl (Onan's Pantheon of Michelangelo Bodies)
Talvin DeMachio
Nejlepší herec ve vedlejší roli (Best Supporting Actor)
Matt Easton v A Tale of Two Brothers (All Worlds Video)
čestné uznání: Matt Easton v Dr. Jerkoff & Mr. Hard (BIG Video)
Nejlepší nesexuální role (Best Non-sexual Performance)
Bradley Picklesimer v Hardcore (All Worlds Video)
Cena za drsný humor (Savage Humor Award)
zvukové intro „The Audience is Masturbating“ k Toolbox (BIG Video)
[ zpět nahoru ]

### 1998
V roce 1998 byla poprvé udělena cena za nejlepší střih a namísto nejhlubšího hrdla přibylo pět jiných zvláštních kategorií. Celkem tedy bylo hodnoceno 28 kategorií:
Nejlepší film (Best video)
Man Watcher (Kristen Bjorn)
Nejlepší kamera (Best Videography)
Bruce Cam za Arousal (45° Productions/Titan Media)
Nejlepší střih (Best Editing)
the complexxx (All Worlds Video)
čestné uznání: Time Cops (Centaur Films)
Nejlepší režie (Best Director)
Chi Chi LaRue za Link 2 Link a the complexxx (All Worlds Video)
Nejlepší scénář (Best Screenplay)
Mike Donner za Winged and A Lesson Learned (All Worlds Video)
Nejlepší herec (Best Actor)
Chris Dano v The Drifter (Jett Blakk Katt/Video 10)
čestné uznání: Rod Barrett v It's Raining Men (Studio 2000)
Nejlepší herec ve vedlejší roli (Best Supporting Actor)
Todd Stevens v Homogenized (All Worlds Video)
J.T. Sloan tamtéž
Nejlepší nesexuální role (Best Non-sexual Performance)
Lana Luster v Thunder Balls (Fox/Sierra Pacific)
čestné uznání: Kurt Young v Rosebud (Men of Odyssey)
Nejlepší vysněný sex (Best Mind Fuck)
Kurt Young a Derrick Stanton při simultánní sólové scéně v Family Values (Men of Odyssey)
čestné uznání: Dax Kelly, Rod Barry, Sam Dixon a Luke Walker v Beach Head (All Worlds Video)
Nejlepší romantický sex (Best Romantic Sex)
Sandor Vesanye a Alexei Gromoff v Man Watcher (Kristen Bjorn)
čestné uznání: Julio Durán a Jorge Martinez v Hot Times in Little Havana (Kristen Bjorn)
Nejlepší živočišný sex (Best Animal Sex)
Zachery Scott a Nick Chevalier v Time Cops (Centaur Films)
Adam Rom a Brett Ford v Sex Invaders (Thor Productions)
Richard Allen a Will Clark v Boss Man (Catalina Video)
Nejerotičtější sex (Most Erotic Sex)
Sex Acts (Jet Set Productions)
Arousal (45° Productions/Titan Media)
Nejlepší sex pro tři a víc (Best Sex for 3 or More)
Cole Tucker, Wade Peters a Chris Rock v Logan's Journey (man2man Erotica)
Nejlepší orální scéna (Best Oral Scene)
Marcus Allen a spol. v Chompin' at the Bit (All Worlds Video)
Nejlepší rimming (Best Rimming)
Ted Matthews a Steve Fox v Johnny Hormone (HIS Video)
čestné uznání: David Rinaldo a Brian Williams v Beach Buns (All Worlds Video)
Nejlepší hrudník (Best Chest)
Joe Magno
Nejlepší zadek (Best Buns)
Michael Crawford
Josh Perez
Nejvíc sexy kluk na světě (Most Fuckable Boy in the World)
Wade Peters
čestné uznání: Tony West
Nejlepší hudba (Best Music)
Bronski Beat za Thunder Balls (Fox/Sierra Pacific)
čestné uznání: Raw FasciNation za Sex Invaders (Thor Productions)
Nejlepší výstřik (Having a Blast! – cum shot)
Griff Thorson v 3. scéně Twins (Men of Odyssey)
čestné uznání: Paul Morgan v Things to Cum (Catalina Video)
Nejlepší nováček (Best Newcomer)
Tony Zerega
Nejlepší sólo (Best Solo)
všechny scény z Alex & His Buddies (Marcostudio)
čestné uznání: Vince Rockland v the complexxx (All Worlds Video)
Panteon Michelangelových těl (Onan's Pantheon of Michelangelo Bodies)
Alec Powers
Cena za drsný humor (Savage Humor Award)
Obal filmu As Good as It Gets (Hollywood Sales)
čestné uznání: tělesná prohlídka Kyla McKenny Jacksonem Phillipsem v Reform School Confidential (All Worlds Video, r. Dan Cross)
Tvář, pro kterou by vyplulo tisíc lodí (Faces That Could Launch a Thousand Ships)
Mateo Torres, Andras Garotni (modelové Kristena Bjorna)
Stehna s louskáčkem na ořechy (Thighs to be Nutcrackered In)
Dax Kelly
Nejlepší způsob držení baterky (Best Way to Hold a Flashlight)
Link 2 Link (All Worlds Video)
Nejlepší využití baseballové pálky a rukavice (Best Use of a Baseball Bat and Glove)
Batter Up (Hot House)
[ zpět nahoru ]

### 1999
V roce 1999 recenzent sloučil dvě kategorie do jedné pro sexuální scénu, v níž ocenil hned několik vítězů. Čtveřici mimořádných cen z předchozího roku nahradily tři nové. Oceněni byli:
Nejlepší film (Best video)
Tales from the Foxhole (All Worlds Video)
čestné uznání: Back to the Baths (Marcostudio)
Nejlepší kamera (Best Videography)
Eruption (Titan Media)
čestné uznání: Late Nite Porn (Stable Entertainment)
Nejlepší střih (Best Film Editing)
Animus (All Worlds Video)
Nejlepší režie (Best Director)
Jerry Douglas za Dream Team (Studio 2000)
čestné uznání: Wash West za Animus (All Worlds Video)
Nejlepší scénář (Best Screenplay)
Wash West za Animus (All Worlds Video)
Jerry Douglas za Dream Team (Studio 2000)
Donald von Wiedenman za Late Nite Porn (Stable Entertainment)
Nejlepší herec (Best Actor)
Grant Wood v Late Nite Porn (Stable Entertainment)
čestné uznání: Taylor Jakks v The Caller (Pride Xplicit/Men of Odyssey)
Nejlepší herec ve vedlejší roli (Best Supporting Actor)
Tony Donovan v Dream Team (Studio 2000)
Scott Lyons v Dream Team (Studio 2000)
Nejlepší nesexuální role (Best Non-sexual Performance)
Elizabeth St. Claire v Animus (All Worlds Video)
Nejlepší vysněný sex (Best Mind Fuck)
Rick Chase a Scott Lyons v Dream Team (Studio 2000)
čestné uznání: Thomas Lloyd a Tommy Lord v Animus (All Worlds Video)
Nejromantičtější sex (Most Romantic Sex)
Derek Cameron a Ted Matthews v Nude Science (Great Dane Productions)
Nejlepší sex roku (The Year's Best Sex)
Rafael Ramos a Luciano Rossi v Back to the Baths (Marcostudio)
Bo Garrett a Steve Cannon v Biker Pigs from Hell (Wildcat Productions)
Blake Harper a Jason Branch v Chapters (Satyr/Titan Media)
Jason Anderson a Tom Vaccaro v Fist for Hire part 1 (Hot House/Club Inferno)
Storm a Tony Heart v Let's See What Happens (Galaxy Pictures)
Wolfgang a Florian Manns v Sex for Sale (Cazzo Film)
Tommy Sax a Zachary Scott v Skateboard Sliders (Tribal Pulse)
Lane Fuller a Haus Weston v Tales from the Foxhole (All Worlds Video)
Nejlepší sex pro tři a víc (Best Sex for 3 or More)
Cole Youngblood, Mike Nichols, Ray Harley a Mark Kroner v Big Guns 2 (Catalina)
Nejlepší orální scéna (Best Oral Scene)
Spike a Billy Herrington v Billy Herrington's Body Shop (All Worlds Video)
čestné uznání: Jeremie a Blade v Romancing the Storm (Brigade Studios)
Nejlepší rimming (Best Rimming)
Ethan Wright a Tim Boyd v Dreamworld (Catalina)
Nejvíc sexy kluk na světě (Most Fuckable Boy in the World)
Pavel Korsakov
Nejlepší hudba (Best Music)
Peitor Angell za The Caller (Pride Xplicit/Men of Odyssey)
čestné uznání: Sharon Kane za Glory Holes of San Francisco (Oh Man! Studios)
Nejlepší výstřik (Having a Blast! – cum shot)
Robby Taylor v Any Way I Can (Galaxy Pictures)
Billy Herrington (v ústech Lane Fullera), v Tales from the Foxhole (All Worlds Video)
Jeff White (scéna s Tommym Lordem) v Cuffed (Studio 2000)
Tom Jenkins v Back in the Saddle (Lucas Entertainment)
Nejlepší nováček (Best Newcomer)
Roberto Vista
Nejlepší sólo (Best Solo)
Rick West v Sit on It (Hot House)
Panteon Michelangelových těl (Onan's Pantheon of Michelangelo Bodies)
Marcus Iron
Cena za drsný humor (Savage Humor Award)
Will Clark a Josh Perez v Dr.'s Orders Part 2: Dilation (Hot House/Plain Wrapped)
Nejlepší hrudník (Best Chest)
Mikel Fox
Nejlepší zadek (Best Buns)
Ethan Marc
Christian Taylor
„Udělej mi to správně!“ (Rub Me the Right Way)
Dave Nelson a Blake Harper v Animus (All Worlds Video)
„Království za erekční kroužek!“ (A Cock Ring, A Cock Ring, My Kingdom for a Cock Ring)
telefonní kabel v The Caller (Pride Xplicit/Men of Odyssey)
psí známka v Off Limits (Centaur Films)
Nesmrtelný/nemorální dialog (Immor(t)al Dialogue)
„I never have sex in public, let alone with people around.“ Anthony Pearle v In Touch Auditions #2
„There's nothing like the smell of fresh feet in the morning, to jumpstart a man's day.“ Stinkmetal ke svým kultovním následovníkům v Staten Island Sex Cult (Village East Productions)
„Take two fists and call us in the morning.“ Propagační slogan k Dr.'s Orders (Hot House/Plain Wrapped)
„He took everything that wasn't nailed to the floor, except my husband.“ Elizabeth St. Claire k Blaku Harperovi v Animus (All Worlds Video)
„Women are not worth loving. Love me instead.“ Pavel Korsakov k Jirkovi Kalvodovi v Prague Buddies (William Higgins Productions)
„Sorry, guys, I'm not decent.“ Logan Reed přistižený při masturbaci Robertem Vistou a Cameronem Taylorem v Home Bodies (Lucas Entertainment)
„You said you had 9 1/2 inches. Where's the other two?“ Billy Herrington ke Scottu Davisovi v 9 1/2 Inches (Thor Productions)
[ zpět nahoru ]

### 2000
V roce 2000 zůstala struktura kategorií z minulého roku zachována, s výjimkou jediné: erekční kroužek nahradila nejlepší náhodně erotická chvíle. Vyhlášena byla tato ocenění:
Nejlepší film (Best video)
Hotel Italia (Lucas Kazan Productions)
čestné uznání: Titan Express (Titan Media)
Nejlepší kamera (Best Videography)
Fallen Angel 3 (Titan Media)
čestné uznání: Hotel Italia (Lucas Kazan Productions)
Nejlepší střih (Best Film Editing)
Hand Over Fist (Hot House)
Nejlepší režie (Best Director)
Lucas Kazan za Hotel Italia (Lucas Kazan Productions)
čestné uznání: Jens Hammer za Frankfurt Stories (Cazzo Film)
Nejlepší scénář (Best Screenplay)
Tony Alizzi za Don't Ask, Don't Tell (MSR Videos)
čestné uznání: Jim Steel za Double Cross (Odyssey Men)
Nejlepší herec (Best Actor)
Christian Taylor v Double Cross (Odyssey Men)
čestné uznání: Corey Summers v Top Secret (Odyssey Men)
Nejlepší herec ve vedlejší roli (Best Supporting Actor)
Alex Wilcox v Goosed Again (Stable Entertainment)
Nejlepší nesexuální role (Best Non-sexual Performance)
Sharon Kane v Echoes (Odyssey Men)
Nejlepší vysněný sex (Best Mind Fuck)
Christian Taylor a Jack Ryan v Double Cross (Odyssey Men)
Nejromantičtější sex (Most Romantic Sex)
Ferran Griego a Buddy Jones v Wet Dreams part 1 (Kristen Bjorn/Sarava Productions)
Nejlepší sex roku (The Year's Best Sex)
Omar Santana a Chris Stone v Every Inch of Him (Galaxy Pictures)
Chris Steele a Victor Racek v Heat (Titan Media)
Wagner Motta a Marcello Brasil v Some Like It Brazilian (Frenesi Filmes)
Jack Reilly a Jay Alexander v Summer Trophies (Pacific Sun Entertainment)
Will Clark a Rick Allen v Three Degrees of Humiliation (MSR Videos)
Ric Hammersmith a Tom Vaccaro v Titan Express (Titan Media)
Antoine a Juan v Where the Action Is (Prowler Press)
Nejlepší sex pro tři a víc (Best Sex for 3 or More)
Rick Allen, Eduardo, Jackson Reid a Jacob Scott v Biker Pigs from Hell 2 (Wildcat Productions)
čestné uznání: Blake Harper, Jackson Price a Rick West v Hand Over Fist (Hot House)
Nejlepší orální scéna (Best Oral Scene)
Blake Harper, Chad Johnson, Matt Bradshaw v Don't Ask, Don't Tell (MSR Videos)
Tuck Johnson a Thom Barron v Don't Ask, Don't Tell (MSR Videos)
Patrik Ekberg a Igor Stahl v Frankfurt Stories (Cazzo Film)
Dereck Bishop a Scott Mann v The Obsession (Celestial Video)
Zachary Scott a Luke Savage v The Pharaoh's Curse (Odyssey Men)
Alex Wilcox a Patrick Allen v Size Is Everything (MSR Videos)
Nejlepší rimming (Best Rimming)
Tony Acosta a Thom Southern v Chicago Bound (Odyssey Men)
Sam Dixon a Jon Eric tamtéž
čestné uznání: Spike a Jackson Price v Head Strong (Studio 2000)
Nejvíc sexy kluk na světě (Most Fuckable Boy in the World)
Dylan Reece
čestné uznání: Anton
Nejlepší hudba (Best Music)
Francois Girard za Wet Dreams (Kristen Bjorn/Sarava Productions)
Nejlepší výstřik (Having a Blast! – cum shot)
Paul Morgan v Army Brats & Brass Hats (Celestial Video)
Roger Vianna v The Brazilian in Me (Frenesi Filmes)
Chad Johnson v Don't Ask Don't Tell (MSR)
Roberto Vista v Getting Around (Lucas Entertainment)
Mondo v Hunk for Hire (Catalina)
Nejlepší nováček (Best Newcomer)
Tuck Johnson
Nejlepší sólo (Best Solo)
Buddy Jones v Wet Dreams part 1 (Kristen Bjorn/Sarava Productions)
čestné uznání: Dave Nelson v Score (Catalina)
Panteon Michelangelových těl (Onan's Pantheon of Michelangelo Bodies)
Tuck Johnson
Cena za drsný humor (Savage Humor Award)
Nick Steel a Spike v Virgin No More (All Worlds Video)
čestné uznání: Patrick Allen otrávený sprchou v Peters (Great Dane Productions)
Nejlepší hrudník (Best Chest)
Drew Larson
čestné uznání: Nick Yeager
Nejlepší zadek (Best Buns)
Nick Steel
„Udělej mi to správně!“ (Rub Me the Right Way)
Nick Steel a Alex Wilcox v Beach Patrol (BG Enterprises)
Náhodná erotická chvíle (Chance Erotic Moment)
Josef Sladek jde nahý k oknu ložnice, zatáhne závěsy a vrací se zpět do postele v Payload (Studio 2000)
čestné uznání: Sebastian Bonnet a Filip Olivier zápasí na posteli v ložnici zalité sluncem v English Lessons (Bel Ami)
Nesmrtelný/nemorální dialog (Immor(t)al Dialogue)
„Wow you have a big hole!“ v Dive for It (IMD Heart of Europe)
„Thank you, that feels great.“ v Restless (Lucas Entertainment)
„I need to go Paris. Maybe you arrive me?“ v Street Boyz (J. D. Cadinot)
[ zpět nahoru ]

### 2001
V roce 2001 byly vyhlášeny nové kategorie: účinkující roku, cena „cocktease“ a cena za nejlepší DVD vylepšení průměrného originálu, namísto vypuštěné ceny „Rub Me the Right Way“. Oceněni byli:
Účinkující roku (Performer of the Year)
Michael Brandon
Nejlepší film (Best video)
The Servant (Stable Entertainment)
čestné uznání: Moscow: The Power of Submission (Sarava Productions)
Nejlepší kamera (Best Videography)
The Seven Deadly Sins: Gluttony (All Worlds Video)
Getting It at the Rave (Pacific Sun Entertainment)
Nejlepší střih (Best Film Editing)
The Seven Deadly Sins: Gluttony (All Worlds Video)
čestné uznání: The Missing Link (All Worlds Video)
Nejlepší režie (Best Director)
Wash West za The Seven Deadly Sins: Gluttony (All Worlds Video)
čestné uznání: Thor Stephans za The Servant (Stable Entertainment)
Nejlepší scénář (Best Screenplay)
Donald von Wiedenman za The Servant (Stable Entertainment)
čestné uznání: Michael Lucas za Director's Uncut (Lucas Entertainment)
Nejlepší herec (Best Actor)
Dean Phoenix v The Servant (Stable Entertainment)
čestné uznání: Tanner Hayes v The Seven Deadly Sins: Gluttony (All Worlds Video)
Nejlepší herec ve vedlejší roli (Best Supporting Actor)
Steve O'Donnell v At Large (MSR Videos)
Brad Benton v A Dream Come True (RAD Video)
Nejlepší nesexuální role (Best Non-sexual Performance)
Blue Blake v Crash of the Titans (Big Blue Productions)
Nejlepší vysněný sex (Best Mind Fuck)
Peppino Sobato a Pavel Korsakov v Prague Buddies 3: Liebestod (William Higgins)
čestné uznání: Jason Branch, Nick Young a Blake Harper v The Seven Deadly Sins: Lust (All Worlds Video)
Nejromantičtější sex (Most Romantic Sex)
Slava Petrovich a Alexsander Byazorow v Moscow: The Power of Submission (Sarava Productions)
čestné uznání: Mylan Forman a Jozeph Markovich v Prague Buddies 3 (William Higgins)
Nejlepší sex roku (The Year's Best Sex)
Rafael Carreras a Lucas Faz v Barcelona Bound (Studio 2000)
Blake Harper a Colton Ford v Conquered (All Worlds Video)
Billy Brat a Hans Ebson v Getting It at the Rave (Pacific Sun)
Roberto Aguilar a Marco Antonio v Opposite Attraction (Marcostudio)
Matt Spencer a Anthony Shaw v Playing Dirty (Studio 2000)
Dean Phoenix a Derek Cameron v The Servant (Stable Entertainment)
Braon James a Enrico Vega v Slap Happy (Global Warming/C1R)
Michael Braon a Steve Pierce v South Beach Cruisers (South Beach Video)
Bryan Score a Jerek v Tight Ends & Wide Receivers 1 (Centaur Films)
Bryan Score a Johnny Cage v Tight Ends & Wide Receivers 2 (Centaur Films)
Nejlepší sex pro tři a víc (Best Sex for 3 or More)
celý film Manhattan Sex Party (MSR Videos)
čestné uznání: orgie ve filmech The Journey Back a The Joint (Men of Odyssey)
Nejlepší orální scéna (Best Oral Scene)
Matt Bradshaw a Steve O'Donnell v At Large (MSR)
čestné uznání: Ryan Scott a Jason Sizemore v Sunny Delights (Junior Studio/Pacific Sun)
Nejlepší rimming (Best Rimming)
Tony Ryan a Dave Nelson v The Joint (Men of Odyssey)
čestné uznání: Lajos Tomvasi a Zoli Rizad v This is Huge (Matt Sterling)
Nejvíc sexy kluk na světě (Most Fuckable Boy in the World)
Danny Pacheco
čestné uznání: Sean Storm
Nejlepší hudba (Best Music)
Rock Hard a Sharon Kane „za opakovaně brilantní kompozici“
Nejlepší výstřik (Having a Blast! – cum shot)
Tuck Johnson v Blow Me (MSR Videos)
Zdenek Vesper v Carlo & Friends (William Higgins)
Robert Collins (ve scéně s Jimem Turnerem) v LaidUp (Titan)
Brendan Roo v Lifestyles (Lucas Entertainment)
všichni v Prague Buddies 3 (William Higgins)
Nejlepší nováček (Best Newcomer)
Rocky
čestné uznání: Rex Ryder
Nejlepší sólo (Best Solo)
Tuck Johnson v Live & Raw: The Movie (Rascal Video)
čestné uznání: Phyve v The Few the Proud the Naked 11 (All Worlds Video)
Panteon Michelangelových těl (Onan's Pantheon of Michelangelo Bodies)
Roberto Giorgio
(Cocktease Award)
All Worlds Video za sérii Seven Deadly Sins
Cena za drsný humor (Savage Humor Award)
The House of Morecock (Greenwood Cooper Homevideo)
čestné uznání: Lana Luster zpívající národní hymnu zatímco jí Anthony Cox ejakuluje do obličeje v The Florida Erection (All Worlds Video)
Nejlepší hrudník (Best Chest)
Blake Harper
Nejlepší zadek (Best Buns)
Bryan Archer
Náhodná erotická chvíle (Chance Erotic Moment)
Ladislav Peckar procházející bez trička lesem v Winning Ways (Studio 2000)
Nejlepší DVD vylepšení průměrného originálu (Best DVD improvement on a mediocre original)
Masquerade (Men of Odyssey)
Nesmrtelný/nemorální dialog (Immor(t)al Dialogue)
Jackson Price a Enrico Vega: „Do you like that ass?“ – „My tongue belongs in there.“ v Open Trench 1 (Sports & Recreation Video)
Joe Pepper při svlékací hře s kamarády: „I don’t have any clothes left. I guess you'll have to fuck me.“ v White Peaks (All Worlds Video)
„You never do anything around here except him.“ v Going Down & Coming Out in Beverly Hills (Great Dane Productions)
[ zpět nahoru ]

### 2002
V roce 2002 byla znovu obnovena někdejší kategorie nejhlubšího hrdla a cenu za DVD vylepšení a za dialog nahradila sada zvláštních cen. Oceněni byli:
Účinkující roku (Performer of the Year)
Bret Wolfe
Nejlepší film (Best video)
Slammer (Titan Media)
čestné uznání: Deep South 1-2 (Falcon Studios)
Nejlepší kamera (Best Videography)
Stick It In! (Monster Bang Video/Raging Stallion Studios)
Nejlepší střih (Best Film Editing)
Sexus (Raging Stallion Studios)
Nejlepší režie (Best Director)
Blue Blake za Straight Body Builders Do (Big Blue Productions)
Harold Creg a Brian Mills za Slammer (Titan Media)
Nejlepší scénář (Best Screenplay)
White Trash (MSR Videos)
čestné uznání: Porn Academy (All Worlds Video)
Nejlepší herec (Best Actor)
Brad Rock v Hard as Rock (Big Blue Productions)
čestné uznání: Blake Harper v Goosed for 3! (Stable Entertainment)
Nejlepší herec ve vedlejší roli (Best Supporting Actor)
Chris Steele v Deep South (Falcon Studios)
Nejlepší nesexuální role (Best Non-sexual Performance)
Nina Hartley v Goosed for 3! (Stable Entertainment)
Nejlepší vysněný sex (Best Mind Fuck)
Jeremy Jordan v Deep South part 2 (Falcon Studios)
Jeremy Jordan a Rico Dulce v Straight Body Builders Do (Big Blue Productions)
Nejromantičtější sex (Most Romantic Sex)
Rafael Carreras a Adrian Reyes v Spanish Uprising (Studio 2000 International)
Nejlepší sex roku (The Year's Best Sex)
Damian Ford a Jay Ross v Billy Brandt Lost on Sex Island (Pacific Sun Entertainment)
Tony Donovan a Brad Benton v Carnal Intentions (Men of Odyssey)
Josh Weston a Shane Rockford v Deception part 1 (Jocks Studios)
Ivan Andros a Michael Vincenzo v Desire (Titan Media)
Alfanso Vega a Christopher Young v Fire Island Cruising 2 (Lucas Entertainment)
Maurinho Manson a Aleixo Araujo v Getting Off Base (Pau Brasil)
Anthony Shaw a Alex LeMonde v Headgames (Jocks Studios)
Jackson Price a Blake Harper v Pillage and Plunder: The Movie (Rascal Video)
Jon Galt a Dred Scott v Slammer (Titan Media)
Butch Love a Fernando Montoya v Web Guys (American Male Studios)
Nejlepší sex pro tři a víc (Best Sex for 3 or More)
Staten McCormack, Ray Stone a Kelly Madison v Cowboy (Big Blue Productions)
čestné uznání: Rick Hammersmith, Alberto Dias a Cliff Mitchell v Detour (Titan Media)
Nejlepší orální scéna (Best Oral Scene)
Chris Tyler a Gabe Spencer v Ashton Ryan's B-Boys (Amagin Productions)
čestné uznání: Filippo Romano a Giorgio Salieri v L'Elisir d'Amore (Lucas Kazan Productions)
Nejlepší rimming (Best Rimming)
Evan Taylor, Jon Galt a Matt Summers v Finish Me Off (Rascal Video)
Nejvíc sexy kluk na světě (Most Fuckable Boy in the World)
Anthony Shaw
Nejlepší hudba (Best Music)
Nona Hendryx, Marc Almond a Drance za Ashton Ryan's B-Boys (Amagin Productions)
čestné uznání: Dopamine za Open Trench 2: Fuck Fantasies (Sports & Recreation Video)
Nejlepší výstřik (Having a Blast! – cum shot)
celé osazenstvo Texas Twinks: Highway Hooky (Tribal Pulse Productions)
Sean Storm a Chip Daniels v Man Academy 2 – DVD bonus (Centaur Films)
Nejlepší nováček (Best Newcomer)
Rhett O'Hara
Nejlepší sólo (Best Solo)
Scott Gunz v Hard as Rock (Big Blue Productions)
Sean Storm v Open Trench 2: Fuck Fantasies (Sports & Recreation Video)
Jason McCain v Porn Academy (All Worlds Video)
Panteon Michelangelových těl (Onan's Pantheon of Michelangelo Bodies)
Dred Scott a Josh Weston
Cena za drsný humor (Savage Humor Award)
Blake Harper a jeho výuka pasivní role v Porn Academy (All Worlds Video)
čestné uznání: Richie Fine a Michael Lucas v Fire Island Cruising 2 (Lucas Entertainment)
Deepest Throat
Matt Summers
Nejlepší hrudník (Best Chest)
Damian Ford
Nejlepší zadek (Best Buns)
Stonie
čestné uznání: Gordon Gage
Náhodná erotická chvíle (Chance Erotic Moment)
Federico Bulsara v poušti Mojave v Maspalomas (Lucas Kazan Productions)
Zvláštní ceny (Special Awards)
Dano Sulik za sérii Personal Trainers (Bel Ami)
Csaba Borbély stojící v pozadí Diamond Pictures
Catalina Video a její obnovená vydání z archivu klasických filmů, např. Sailor in the Wild režiséra Williama Higginse
[ zpět nahoru ]

### 2003
V roce 2003 byly vyhlášeny jubilejní desáté ceny Hard Choice. Vymezení ceny pro účinkujícího roku se rozšířilo na osobnost roku. Obnovena byla kategorie „Rub Me the Right Way“ a nově přibylo nejlepší příslušenství a nejlepší klasické DVD. Recenzent naopak oželel kategorie náhodné erotické chvíle a zvláštních cen. V 28 kategoriích byli oceněni:
Osobnost roku (Person of the Year)
Michael Lucas
čestné uznání: Chris Ward (Lucas Kazan)
Nejlepší film (Best video)
Fire Island Cruising 3-4 (Lucas Entertainment)
Nejlepší kamera (Best Videography)
Holler (Titan Media)
Nejlepší střih (Best Film Editing)
Drenched 1-2 (Falcon Studios)
Nejlepší režie (Best Director)
Michael Lucas za Fire Island Cruising 3-4 (Lucas Entertainment)
čestné uznání: Wash West za The Hole (Jet Set Productions)
Nejlepší scénář (Best Screenplay)
Wash West za The Hole (Jet Set Productions)
čestné uznání: The Bombardier (Red Devil Entertainment)
Nejlepší herec (Best Actor)
Josh Hammer v The Hole (Jet Set Productions)
Tag Eriksson tamtéž
Nejlepší herec ve vedlejší roli (Best Supporting Actor)
Federica Bulsara v A Sicilian Tale (Lucas Kazan/Sarava Productions)
čestné uznání: Jake Armstrong v Mass Appeal 2 (Men of Odyssey)
Nejlepší nesexuální role (Best Non-sexual Performance)
Sam Griffiths v Legionnaires (Oh Man! Studios)
Nejlepší vysněný sex (Best Mind Fuck)
Giovanniho gang-bang v Legionnaires (Oh Man! Studios)
Nejromantičtější sex (Most Romantic Sex)
Lucas Foz a Sasha Byazrov v A Sicilian Tale (Lucas Kazan/Sarava Productions)
čestné uznání: Slava Petrovich a Pietro Rosselli v Under the Big Top (Lucas Kazan/Sarava Productions)
Nejlepší sex roku (The Year's Best Sex)
Michael Lucas a Carlo Aguirre v Apartments (Lucas Entertainment)
Hawk McAllistar a Trent Atkins v Bad Boys 3 (Regiment Productions)
Sam Dixon a Aspen Lyon v Bike Messengers Pedaling Ass (Tribal Pulse Productions)
Marco Rochelle a Rick Gonzales v Fire Island Cruising 3 (Lucas Entertainment)
Shane Rollins a Fyre Fli v Gaydreams (Raging Stallion Studios)
Emerson Prata a Sidney Sampaio v Sex Parade (Marcostudio)
Trent Cougar a Ollie Kicks v Sex Pigs (MSR Videos)
Jon Ashe a Paul Johnson v Sex Psycho (Thor Productions)
Trey Alimore a Trent Austin v Starting Young (Rascal Video)
Tim Brensen a Ray Phillips v Sunstroke — Wild in St. Tropez (Diamond Pictures)
Nejlepší sex pro tři a víc (Best Sex for 3 or More)
Josh Weston, Brad Benton a Joe Foster v Big Timber (Falcon Studios)
čestné uznání: Kyle Kennedy, Jason Sizemore a Danny Hunter Starting Young (Rascal Video)
Nejlepší orální scéna (Best Oral Scene)
Mario Perez a Black Jack v Marc Anthony (Man Size)
čestné uznání: Kingsley Long a Eryk Kapena v Desires of Men (Marcello Reeves Productions)
Nejlepší rimming (Best Rimming)
Shane Rollins a Fyre Fli v Gaydreams (Raging Stallion Studios)
čestné uznání: Trey Alimore a Trent Austin v Starting Young (Rascal Video)
Nejvíc sexy kluk na světě (Most Fuckable Boy in the World)
Trent Atkins
Tim Brensen
Nejlepší hudba (Best Music)
Matt Locke za Crossroads of Desire (Sarava Productions)
JD Slater za Gorge (Titan Media)
Rock Hard za Sex Psycho (Thor Productions)
Nejlepší výstřik (Having a Blast! – cum shot)
- Nejspontánnější ejakulace: A Sicilian Tale (Lucas Kazan/Sarava Productions)
- Nejvydatnější ejakulace: Gay Culture (Private Man Productions)

Nejlepší nováček (Best Newcomer)
Shane Rollins
čestné uznání: Ace Hanson
Nejlepší sólo (Best Solo)
Jerek v Big Timber (Falcon Studios)
čestné uznání: Shane Rollins v Nob Hill All Stars #1 (Raging Stallion Studios)
Panteon Michelangelových těl (Onan's Pantheon of Michelangelo Bodies)
Leslie Manzel a Trey Rexx
Cena za drsný humor (Savage Humor Award)
Tag Eriksson, T. J. Hart a Adam Killian jako bisexuální „trojka“ v The Hole (Jet Set Productions)
Nejhlubší hrdlo (Deepest Throat)
Matt Summers
čestné uznání: Derek Cameron
Nejlepší hrudník (Best Chest)
Danny Vox
čestné uznání: Victor Rios
Nejlepší zadek (Best Buns)
Shane Rollins
Nejlepší příslušenství (Best Accessory)
Steve Pierce a baklažán v Butt In (Falcon Studios)
Hank Real, Danny Vox a trubkový výstružník v Carny (Titan Media)
„Udělej mi to správně!“ (Rub Me the Right Way)
Lane Fuller a Brad Patton v Drenched 1: Soaking It In (Falcon Studios)
Nejlepší klasické DVD (Best Classic DVD)
The Wakefield Poole Collection (Mercury Releasing)
[ zpět nahoru ]

### 2004
V roce 2004 přidal vyhlašovatel cen k osobnosti roku znovu i samostatnou kategorii účinkujícího roku a nováčkovskou kategorii rozšířil i o režiséra a studio. Ocenění střihu bylo nahrazeno oceněním uměleckého vedení. Ubylo několik dalších kategorií, zato byl nově oceněn výraz tváře. V 26 kategoriích získali ocenění a čestná uznání:
Osobnost roku (Person of the Year)
Bruce Cam
Chi Chi LaRue
Michael Lucas
Účinkující roku (Performer of the Year)
Mario Perez alias Marcos David
čestné uznání: Tag Adams, Owen Hawk
Nejlepší film (Best video)
Horse: Fallen Angel 5 (Titan Media)
čestné uznání: ParaShooter (Kristen Bjorn/Sarava Productions)
Nejlepší režie (Best Director)
Bruce Cam za Horse: Fallen Angel 5 (Titan Media)
čestné uznání: Jerry Douglas a John Rutherford za Buckleroos (Buckshot Productions)
Nejlepší scénář (Best Screenplay)
Mike Donner za A Current Affair (All American Men)
Nejlepší herec (Best Actor)
Tim Hamilton v Greek Holidays 1: Cruising the Aegean (Bel Ami Entertainment)
čestné uznání: Marcus Iron v Buckleroos (Buckshot Productions)
Nejlepší herec ve vedlejší roli (Best Supporting Actor)
Luciano Haas v Lost (Lucas Entertainment)
čestné uznání: Trevor Knight v The Seeker (Studio 2000)
Nejlepší nesexuální role (Best Non-sexual Performance)
Zak Spears v Buckleroos (Buckshot Productions)
čestné uznání: Jason Sechrest v American Porn Star (Jet Set Productions)
Nejlepší kamera (Best Videography)
Horse: Fallen Angel 5 (Titan Media)
Nejlepší umělecké vedení (Best Art Direction)
Horse: Fallen Angel 5 (Titan Media)
čestné uznání: Bolt (Rascal Video)
Nejlepší vysněný sex (Best Mind Fuck)
Ricky Martinez a Arpad Miklos v Buckleroos (Buckshot Productions)
Damon Bradley a David Bray v Sexgaymes: Pace (Pistol Media)
Logan Bryant a Dylan West v Truck Stop on I-95 (MSR Videos)
Nejromantičtější sex (Most Romantic Sex)
Dean Phoenix a Marcus Iron v Buckleroos (Buckshot Productions)
Max Veneziano, Pietro Rosselli a Antonio Armani v Journey to Greece (Lucas Kazan/Sarava Productions)
Slava Petrovich a Max Veneziano v Men Amongst the Ruins (Kristen Bjorn/Sarava Productions)
Nejlepší sex roku (The Year's Best Sex)
Johnny Biddulph a Charlie Moore v The American City (IOP Productions)
Michael Lucas a Rob Ramos v Fire Island Cruising 5 (Lucas Entertainment)
Kent Larson a Arpad Mikos v Pool Boy (All Worlds Video)
Patrick Downs a Claudio Martin v Raw Footage (Rascal Video)
Victor Campos a Simone de Jesus v Spanish Fever (Oh Man! Studios)
Steven Richards a Clay Foxe v Stud Farm (Titan Media)
Brad Benton a Dillon Press v Studs n' Pups (MSR Videos)
Bobby Williams a Corbin Michaels v Taking Flight part 1 (Falcon Studios)
Tommy Brandt a Chase Hunter v Tommy's Tale (Falcon Studios)
Eddie Stone a Filippo Romano v When in Rome (Rascal Video)
Nejlepší sex pro tři a víc (Best Sex for 3 or More)
orgie v Bolt (Rascal Video)
čestné uznání: Peer Nagel, Mats Riem a Max Schneider v Heartbreak Hotel (Cazzo Film/Sarava Productions)
Nejlepší orální scéna (Best Oral Scene)
Lucio Maverick, Shane Rage a Adriano Lazzari v Temptation on the Force 2: Code of Conduct (Diamond Pictures)
čestné uznání: Ollie Kicks a Clay Maverick v Studs n' Pups (MSR Videos)
Nejlepší rimming (Best Rimming)
Filippo Romano a Pierre Fitch v Longshot… Making the Game (Jocks Studios)
čestné uznání: Leonardo Ricci a Eddie Stone v When in Rome (Rascal Video)
Nejvíc sexy kluk na světě (Most Fuckable Boy in the World)
Patrick Downs
čestné uznání: Matt Van Dorn, Rob Ramos
Nejlepší hudba (Best Music)
Nicholas Pavkovic za Buckleroos (Buckshot Productions)
čestné uznání: J.D. Slater za Plexus! (Raging Stallion Studios)
Nejlepší výstřik (Having a Blast! – cum shot)
spontánní ejakulace od začátku až do konce v Journey to Greece (Lucas Kazan/Sarava Productions)
Julio Vidal v Men Amongst the Ruins (Sarava Productions)
Jason Kingsley v ParaShooter (Sarava Productions)
Steven Richards v Stud Farm (Titan Media)
Tommy Brandt v Tommy's Tale (Falcon Studios)
Nejlepší nováčci na scéně (Best New Kids on the Block)
- režisér: Jean Marc Prouveur
- studio: Pistol Media
- účinkující: Damon Bradley

Nejlepší sólo (Best Solo)
Dason Ripley v Big 'n' Plenty (COLT)
Peter v On the Couch: Toronto (Tom Bianchi)
Aiden Shaw v Perfect Fit (Hot House Entertainment)
Panteon Michelangelových těl (Onan's Pantheon of Michelangelo Bodies)
Wilson Vasquez, Rocky
Nejhlubší hrdlo (Deepest Throat)
Mario Perez
Nejlepší hrudník (Best Chest)
Theo Blake
Nejlepší výraz tváře při orgasmu (Best Facial Expressions While Having an Orgasm)
Kent Larson v Screw: Right to the Point (Hot House Entertainment)
Náhodná erotická chvíle (Chance Erotic Moment)
Tommy Hansen a Sebastian Bonnet s poryvy sněhu ve světlíku nad nimi v Alpine Adventure (Bel Ami)
[ zpět nahoru ]

### 2005
V roce 2005 byla vynechána kategorie osobností roku, zato se navrátil humor, klasické DVD a nejlepší zadek. Vymezení ceny za výraz tváře se rozšířilo i o vydávané zvuky a přibyly ještě další dvě zvláštní kategorie. Ocenění a čestná uznání získali:
Účinkující roku (Performer of the Year)
Gus Mattox
čestné uznání: Brad Benton
Nejlepší film (Best video)
Decameron (Lucas Kazan Productions)
Michael Lucas' Dangerous Liaisons (Lucas Entertainment)
Nejlepší režie (Best Director)
Lucas Kazan za Decameron (Lucas Kazan Productions)
Michael Lucas za Michael Lucas' Dangerous Liaisons (Lucas Entertainment)
Nejlepší scénář (Best Screenplay)
Tony Dimarco za Michael Lucas' Dangerous Liaisons (Lucas Entertainment)
čestné uznání: Coco LaChine za Desperate Husbands (All Worlds Video)
Nejlepší herec (Best Actor)
Gus Mattox v Michael Lucas' Dangerous Liaisons (Lucas Entertainment) a LeatherBound (Buckshot Productions)
čestné uznání: Cameron Fox v Jeff Stryker's Tall Tails (Stryker Productions)
Nejlepší herec ve vedlejší roli (Best Supporting Actor)
Brad Benton v Desperate Husbands (All Worlds Video)
čestné uznání: Jacob Slader v Dirty Little Sins (Red Devil Entertainment)
Nejlepší nesexuální role (Best Non-sexual Performance)
Lana Luster v The Paramedics (All Worlds Video)
čestné uznání: Toni Rose v Desperate Husbands (All Worlds Video)
Nejlepší kamera (Best Videography)
Love and Lust (Lucas Kazan Productions)
čestné uznání: Passport to Paradise (Raging Stallion Studios)
Nejlepší umělecké vedení (Best Art Direction)
Michael Lucas' Dangerous Liaisons (Lucas Entertainment)
čestné uznání: Passions of War 3: Celebration (Blue Lagoon Entertainment)
Nejlepší vysněný sex (Best Mind Fuck)
Luke Pearson a Spencer Quest v 110° in Tucson (Titan Media)
čestné uznání: Michael Soldier a Trey Rexx v Hell Room (MSR Videos)
Nejromantičtější sex (Most Romantic Sex)
Jan Fischer a Patrick Downs v Deceived (Rascal Video)
čestné uznání: Jay Varella a Luca DiCorso v Service for 10 (Unzipped Video)
Nejlepší sex roku (The Year's Best Sex)
Edu Boxer a Manu Maltes v Auditions 4 (Lucas Entertainment)
Brad Ryder a Peter Wood v Bone Mountain (Tribal Pulse Productions)
Jason Crew a Jack Braun v Curious for Cock (CustomBoys)
Carlos Morales a Josh Adams v Going Deep Down Under (Pistol Media)
Luca DiCorso a Jake Samms v Lights and Darks (Electro Video)
Pete Ramos a Oliver v Peeping Juan (Latino Fan Club)
Roman Heart a Brent Everett Super Soaked (Jocks Studios)
Pete Ross a J.D. Kollin v Team Players (Raging Stallion)
Tod Princton a Erik Finnegan Training Camp 2 (Jet Set)
Rod Barry a Jason Adonis Wet Palms 6 (Jet Set Productions)
Nejlepší sex pro tři a víc (Best Sex for 3 or More)
Blu Kennedy, Nick Parker, Jacob Slader a Justin Gemineye v Gale Force: Mens Room 2 (Titan Media)
Jason Crew, Troy Punk a Jason Sias v LeatherBound (Buckshot Productions)
Wilfried Knight, J. a Gus Mattox v Michael Lucas' Dangerous Liaisons (Lucas Entertainment)
Carlos Morales, Ivan Andros a Miguel Leonn v Passport to Paradise (Raging Stallion Studios)
Junito, Benji Escobar, Dimitri Santiago a Anthony Cruz v Wet Dreamz of Genie (Liquid Dreamz Entertainment)
Nejlepší orální scéna (Best Oral Scene)
Joey Russo a Bastian v Riders (Titan Media)
čestné uznání: Joshua Adams a Kent Larson v Shooters (MSR Videos)
Nejlepší rimming (Best Rimming)
Ken Houser a Justin Lake Strong-Armed 2 (Club Inferno)
čestné uznání: Rico Hoffman a Christophe Juvet v Where Is Rico? (TitanMen Fresh)
Nejvíc sexy kluk na světě (Most Fuckable Boy in the World)
Cory Koons
čestné uznání: Bobby Williams
Nejlepší hudba (Best Music)
Andrea Ruscelli za Decameron (Lucas Kazan Productions)
čestné uznání: J.D. Slater za Passport to Paradise (Raging Stallion Studios)
Nejlepší výstřik (Having a Blast! – cum shot)
Jacob Slader v Gale Force: Mens Room 2 (Titan Media)
Hot Shot v Latino Manhole (All Worlds Video)
Ricky Martinez v Love and Lust (Lucas Kazan Productions)
Joey Russo v Riders (Titan Media)
Nejlepší nováčci na scéně (Best New Kids on the Block)
- účinkující: Blu Kennedy
čestné uznání: Roman Heart
- režisér: Kristofer Weston
- studio: Adonis Pictures

Nejlepší sólo (Best Solo)
Niko v In the Jeans (Studio 2000)
Panteon Michelangelových těl (Onan's Pantheon of Michelangelo Bodies)
Arpad Miklos
Brent Everett
Nejlepší klasické DVD (Best Classic DVD)
That Boy (Gorilla Factory Productions)
čestné uznání: Sgt. Swann's Private Files (All Worlds Video)
Cena za drsný humor (Savage Humor Award)
Brandon Lee a jeho parodie čínského majitele prádelny v Lights & Darks (Electro Video)
čestné uznání: Thor Stephans a jeho scénář k The Paramedics (All Worlds Video)
Nejhlubší hrdlo (Deepest Throat)
Luca di Corso
Nejlepší hrudník (Best Chest)
Lucas Andrades
Nejlepší zadek (Best Buns)
Rafael Alencar
Nejlepší zvuky a výraz tváře při sexu (Best Sounds & Facial Expressions During Sex)
Roman Heart
Náhodná erotická chvíle (Chance Erotic Moment)
Joey Russo a Miguel Leonn a jejich výměna úsměvů v Drill: To the Point (Titan Media)
Režisérovy divoké představy (Directorial Flight of Fancy)
Doug Jeffries: Jan Fischer a jeho felace řídítek motorky v Looking for Trouble (Electro Video)
„Co vás ve škole nenaučili“ (Things They Didn't Teach You at School)
Tony Bishop si zasouvá uretrální sondu v The Shaft (Raging Stallion Studios)
[ zpět nahoru ]

### 2006
V roce 2006 nahradila kategorii nejromantičtějšího sexu kategorie sexu nejvášnivějšího. Místo zvuků a výrazů tváře a režisérových fantazií se nově objevilo ocenění „Who Needs a Top?“, pocta Kleopatře a znovuobnovená cena „Rub Me the Right Way“. Nejvíc sexy kluka ještě doplnil nejžhavější muž. Oceněni byli:
Účinkující roku (Performer of the Year)
Spencer Quest
Nejlepší film (Best video)
Going Under (Jet Set Productions)
čestné uznání: Michael Lucas' La Dolce Vita (Lucas Entertainment)
Nejlepší režie (Best Director)
Steven Scarborough za Justice, Black-N-Blue a Trunks 2 (Hot House)
čestné uznání: Tony Dimarco a Michael Lucas za Michael Lucas' La Dolce Vita (Lucas Entertainment)
Nejlepší scénář (Best Screenplay)
Tony Dimarco za Michael Lucas' La Dolce Vita (Lucas Entertainment)
čestné uznání: Jack Rabbit za Going Under (Jet Set Productions)
Nejlepší herec (Best Actor)
Colby Taylor v Big Rig (Buckshot Productions)
čestné uznání: Julian Vincenzo v Good Fellows (High Octane Productions)
Nejlepší herec ve vedlejší roli (Best Supporting Actor)
Tommy Ritter v 2nd Inning: Little Big League II (Electro Video)
čestné uznání: Brad Star za The Bottoming Desire: Masterpiece (Fierce Dog)
Nejlepší nesexuální role (Best Non-sexual Performance)
Paul Barresi v The Velvet Mafia (Falcon Studios)
čestné uznání: Gabriel DuBois v The Da Vinci Load (PZP Productions)
Nejlepší kamera (Best Videography)
Michael Lucas' La Dolce Vita (Lucas Entertainment)
čestné uznání: Lords of the Jungle (Raging Stallion Studios)
Nejlepší umělecké vedení (Best Art Direction)
Michael Lucas' La Dolce Vita (Lucas Entertainment)
čestné uznání: diplodokem inspirovaný účes Chi Chi LaRue v The Velvet Mafia (Falcon Studios)
Nejlepší vysněný sex (Best Mind Fuck)
Cliff Rhodes a Colby Keller v Lifeguard: The Men of Deep Water Beach (Titan Media)
Nejvášnivější sex (Most Passionate Sex)
Arpad Miklos a Luca DiCorso v Fucking With the Stars (All Worlds Video)
čestné uznání: Roberto Giorgio a Karel Rok v The School for Lovers (Lucas Kazan Productions)
Cena „Kdo potřebuje aktiva?“(Who Needs a Top? Award)
Tory Mason a Steven Pulse v The Bottoming Desire (Fierce Dog)
Nejlepší sex roku (The Year's Best Sex)
Jason Harley a Rafael Alencar v Bar Trade (Studio 2000)
Brad Patton a Omer v Big Rig(Buckshot Productions)
Johnny Hazzard a Benjamin Bradley v Delinquents (All Worlds Video)
Park Wiley a Antonio Madeira v The Devil Inside (HIS Video)
Michael Lucas a Milan Gamiani v Encounters: The Point of No Return (Lucas Entertainment)
Derrick Vinyard a Jason Adonis v From Top to Bottom (Falcon Studios)
Nick Marino a Trey Casteel v Humping Iron (Raging Stallion)
Shane Rollins a Trevor Knight v Justice (Hot House)
Powell Keaton a Dominic Pacifico v Plowed (Factory Video)
Chris Clark a Ryan Lynch v Something Much Bigger (IOP Productions)
Nejlepší sex pro tři a víc (Best Sex for 3 or More)
Vin Nolan, Manuel Torres a Sergio Anthony v Manhattan (Raging Stallion Studios)
čestné uznání: Carlo Masi, Luke Garrett a Gage Weston v Man Country (COLT Studio)
Nejlepší orální sex (Best Oral Sex)
Nick Horn, Nick Marino a Zackary Pierce v Knob Bobbin’ (Rascal Video)
čestné uznání: celé osazenstvo Black-N-Blue (Hot House)
Nejlepší rimming (Best Rimming)
Antonio Madeira a Marcos Pirelli v The Devil Inside (HIS Video)
čestné uznání: Jason Tiya a Mario Cruz v No Exit (Dark Alley Media)
Nejvíc sexy kluk na světě (Most Fuckable Boy in the World)
Damon Phoenix
Nejlepší hudba (Best Music)
Rock Hard, Nicholas Pavkovic a Sharon Kane za Big Rig (Buckshot Productions)
Rock Hard za Justice (Hot House)
Mon Cousin Belge za ústřední skladbu v The Velvet Mafia (Falcon Studios)
Nejlepší výstřik (Having a Blast! – cum shot)
Cole Ryan (a Zackary Pierce) v Spy Quest 2 (Titan)
čestné uznání: celé osazenstvo Winner Takes All (All Worlds Video)
Nejlepší nováčci na scéně (Best New Kids on the Block)
- účinkující: Brant Moore
- režisér: Collin O'Neal
- studio: Fierce Dog

Nejlepší sólo (Best Solo)
Kent North v At Your Service (Hot House)
čestné uznání: Joey Russo v Escape From San Francisco (Raging Stallion Studios)
Panteon Michelangelových těl (Onan's Pantheon of Michelangelo Bodies)
Claudio Antonelli
Shane Collins
Nejžhavější muž na Zemi (Hottest Man on the Planet)
Rocky Oliveira
Nejlepší klasické DVD (Best Classic DVD)
Screenplay (Bijou Video)
Nejlepší pocta Kleopatře (Best Homage to Cleopatra)
Mario Segovia, Matthias Vannelli a Zeca Romeira v mléčné koupeli na dvoře v Fire Dance (Kristen Bjorn)
Cena za drsný humor (Savage Humor Award)
Joe Gage a jeho pocta Godzille v Titan's Deep Water (Beach Patrol)
čestné uznání: obal jakoby pošitý křížovým stehem k filmu Hole Sweet Hole (Raging Stallion)
„Udělej mi to správně!“ (Rub Me the Right Way)
Juan Jimenez a Rocky Oliveira v druhoplánovém okně v Fire Dance (Kristen Bjorn)
Nejhlubší hrdlo (Deepest Throat)
Derrick Hanson
Nejlepší hrudník (Best Chest)
Glenn Santoro
Nejlepší zadek (Best Buns)
Zackary Pierce
Náhodná erotická chvíle (Chance Erotic Moment)
Zackary Pierce coby příchozí opravář ve dveřích v 2nd Inning: Little Big League II (Electro Video)
„Co vás ve škole nenaučili“ (Things They Didn't Teach You at School)
Joe G. a jeho technika bičování v Folsom Filth (Titan Media)
[ zpět nahoru ]

### 2007
V roce 2007 vyhlašovatelé cen rozdělili filmovou, režisérskou a hereckou kategorii do americké a zahraniční sekce, navíc přibylo ocenění režiséra webových stránek. Opět bylo obnoveno ocenění střihu. Nově byly vyhlášeny kategorie mezigeneračního sexu, přehlídky zadků, titulků a nejchytřejšího názvu, které nahradily poctu Kleopatře a ceny „Kdo potřebuje aktiva?“ a „Co vás ve škole nenaučili“. Poprvé byli zveřejněni také ti, kteří na vítězná umístění těsně nedosáhli. V celkem 39 kategoriích byli oceněni:
Účinkující roku (Performer of the Year)
Jesse Santana
Nejlepší film – USA (Best Film – USA)
Grunts (Raging Stallion Studios)
Nejlepší film – zahraniční (Best Film – Foreign)
El Rancho (Kristen Bjorn Productions)
Nejlepší režie – USA (Best Director – USA)
Chris Ward a Ben Leon za Grunts (Raging Stallion Studios)
Nejlepší režie – zahraniční (Best Director – Foreign)
Kristen Bjorn za El Rancho
Nejlepší režie – web (Best Director – Web)
Bryan Ockert z ChaosMen.com
Nejlepší scénář (Best Screenplay)
Tony Dimarco za The Intern a Gigolo (Lucas Entertainment)
Nejlepší herec – USA (Best Actor – USA)
Braxton Bond v Dare (Falcon Studios)
Nejlepší herec – zahraniční (Best Actor – Foreign)
Flavio Valentino v Bodyguards (Olympus Studio)
Nejlepší herec ve vedlejší roli (Best Supporting Actor)
Christian Cruz v The Intern (Lucas Entertainment)
Nejlepší nesexuální role (Best Non-sexual Performance)
Ryan Block v Hungry 4 Sex 2 (Gino Pictures)
čestné uznání: Spencer Quest v Gigolo (Lucas Entertainment)
Nejlepší kamera (Best Videography)
Hunger (Black Scorpion Video)
Nejlepší střih (Best Film Editing)
Edge Series #1 (ChaosMen.com)
čestné uznání: Grunts (Raging Stallion Studios)
Nejlepší umělecké vedení (Best Art Direction)
H2O (Titan Media)
čestné uznání: The Crave (Tom Bradford Presents)
Nejlepší vysněný sex (Best Mind Fuck)
Tyler Cane a Kai Grant v Campus Pizza (Titan Media)
Nejvášnivější sex (Most Passionate Sex)
Gage Weston a Mitch Branson v Hawai'i (COLT Studio)
čestné uznání: Buck Angel a Lobo v Buckback Mountain (Buck Angel Entertainment)
Nejlepší sex roku (The Year's Best Sex)
Carmello a Kidd v Steel Curtain (Pitbull Productions)
Adam Cooper a Race v A(dam) to Z(ack) (ChaosMen.com)
Dean Monroe a Brian Bodine v Cock Shots (Studio 2000)
Jesse Santana a Tyler Saint v Fraternity Gangbang 2 (Jet Set Men)
Kadu Meyer a Pedro Lamasta v Friends & Lovers (U.S. Male)
Eric Hung a Robert Van Damme v Hungry for Sex 2 (Gino Pictures)
Ray Star a Todd Welch v Welcome to Paradise (Lucas Entertainment)
Remy Delaine a Roman Ragazzi v Tailpipes (Raging Stallion Studios)
Roman Ragazzi a Barrett Long v Playback (Raging Stallion Studios)
Sancho Sun a Richard West v Night Eyes (Bubble B Entertainment)
Nejlepší sex pro tři a víc (Best Sex for 3 or More)
Mason Wyler, CJ Madison a Roman Ragazzi v Miami (Collin O'Neal's World of Men)
orgie v Mirage (Raging Stallion Studios)
Robert Van Damme, Josh Weston a Brad Rock v The Muscle Pit (Big Blue Productions)
Marc Williams, Zen a Rodney v Marc’s Hawaiian Dreams (BlackMen.Net)
Jake Dakota, Andrew Justice a Tyler Saint v Vanished (Mustang Studios)
Nick Piston, Jay Armstrong a Vinnie D’Angelo v Full Throttle (Hot House Video)
Arpad Miklos, Cole Ryder a Steve Cruz v When Bears Attack (Channel 1 Releasing)
Vinnie D’Angelo, Matt Cole a Steve Cruz v Communion (Hot House Video)
Dean Flynn, François Sagat, Brody Newport, Diesel Washington a C.J. Madison v Fear (Titan Media)
Flavio Valentino, Kane O’Farrell, Alfredo a Renato Belaggio v Bodyguards (Olympus Studio)
Nejlepší sólo (Best Solo)
Ricky Sinz v Grunts (Raging Stallion Studios)
Nejlepší orální sex (Best Oral Sex)
Shane Leblanc a Jeremy Hall v Vancouver Nights (Fierce Dog)
Nejlepší rimming (Best Rimming)
Ray Star a Todd Welch v Auditions 18: Florida (Lucas Entertainment)
čestné uznání: Tory Mason, Jan Fischer a Emilio Sands v In His Dreams (Rascal Video)
Nejlepší mezigenerační sex (Best Daddy-Boy Sex)
Arpad Miklos a Zack Randall v Gigolo (Lucas Entertainment)
čestné uznání: Roman Heart a Chase Hunter v Basic Plumbing 3 (Falcon Studios)
Nejlepší přehlídka zadků (Best Butt Parade)
- zarostlé: Grunts (Raging Stallion Studios)
- holé: Beach House Diaries (Men of Odyssey)

„Udělej mi to správně!“ (Rub Me the Right Way)
Kurt Koenig a Tom Engelhoff v Not for Sale (1971) v rámci kolekce Why the Wooden Indian Wouldn't (Athletic Model Guild, 2007)
Nejvíc sexy kluk na světě (Most Fuckable Boy in the World)
Kidd
čestné uznání: Troy Allen
Nejlepší hudba (Best Music)
Dardo za Hunger (Black Scorpion Video)
Nejlepší výstřik (Having a Blast! – cum shot)
celé osazenstvo Splash (Studio 2000)
čestné uznání: Mario McCabe každé dvě minuty v Uncut Cock Pool Party (Lucas Entertainment)
Nejlepší nováčci na scéně (Best New Kids on the Block)
- účinkující: Steve Cruz
- režisér: Jake Deckard
- studio: FPG Entertainment

Panteon Michelangelových těl (Onan's Pantheon of Michelangelo Bodies)
Blu Kennedy
Alexy Tyler
Nejhlubší hrdlo (Deepest Throat)
Milan Gamiani
Nejlepší hrudník (Best Chest)
Dean Flynn
Nejlepší zadek (Best Buns)
Carlos (alias Oleg Tarkowski, Karel Rok, Cole Powers, Karel Kohlicek)
Nejžhavější muž na Zemi (Hottest Man on the Planet)
Roman Ragazzi
Nejlepší klasické DVD (Best Classic DVD)
The Idol (Bijou Video, 1979)
Cena za drsný humor (Savage Humor Award)
propagační kampaň k Gigolo
Nejchytřejší název (Cleverest Title)
In Tents Orgasm (Euroboy XXX)
Náhodná erotická chvíle (Chance Erotic Moment)
Guy Parker a jeho gymnastické představy v Bottom of the 9th: Little Big League III (All Worlds Video)
Nesmrtelný/nemorální dialog (Immor(t)al Dialogue)
Christian Cruz a Ben Andrews před jeho první felací: „Don't worry, I've done this before.“ v The Intern (Lucas Entertainment)
Nejlepší úvodní/závěrečné titulky (Best Credits)
Ranger (Mustang Studios)
[ zpět nahoru ]

### 2008
V roce 2008 nebylo uděleno ocenění za nejlepší střih, titulky a nesmrtelný dialog. Zato byla obnovena kategorie výrazu ve tváři a „Co vás ve škole nenaučili“. Přehlídku zadků nahradilo ocenění nejlepšího filmu pro milovníky zadků. V ocenění nováčků přibyla destinace a účinkující byli rozděleni na americké a zahraniční. Přibyly ještě dvě další kategorie: řeči a nepopsatelný obraz. Oceněni byli:
Účinkující roku (Performer of the Year)
Logan McCree
Nejlepší film – USA (Best Film – USA)
To the Last Man (Raging Stallion Studios)
Nejlepší film – zahraniční (Best Film – Foreign)
Skin Deep (Kristen Bjorn Productions)
Nejlepší režie – USA (Best Director – USA)
Chris Ward, Ben Leon a Tony Dimarco za To the Last Man (Raging Stallion Studios)
Nejlepší režie – zahraniční (Best Director – Foreign)
Kristen Bjorn za Skin Deep (Kristen Bjorn Productions)
Nejlepší režie – web (Best Director – Web)
Jim Steele z Suite703.com
Nejlepší scénář (Best Screenplay)
Logan McCree za The Drifter (Raging Stallion Studios)
Nejlepší herec – USA (Best Actor – USA)
Ricky Sinz v To the Last Man (Raging Stallion Studios)
Nejlepší herec – zahraniční (Best Actor – Foreign)
Ralph Woods v French Kiss (Bel Ami)
Nejlepší herec ve vedlejší roli (Best Supporting Actor)
Wade Warren v Interrogation (Xtreme Productions)
Nejlepší nesexuální role (Best Non-sexual Performance)
Johan Paulik v French Kiss (Bel Ami)
Nejlepší kamera (Best Videography)
To the Last Man (Raging Stallion Studios)
Nejlepší umělecké vedení (Best Art Direction)
To the Last Man (Raging Stallion Studios)
Nejlepší vysněný sex (Best Mind Fuck)
"Erotic Positions for Two Consenting Males" (1972) v kolekci Cowboy Virgin (Athletic Model Guild)
čestné uznání: gregoriánský chorál použitý v Cyber Games (Falcon International, r. Rolf Hammerschmidt)
Nejvášnivější sex (Most Passionate Sex)
Diesel Washington a Eric Moreau v Double Standard (Titan Media)
Nejlepší sex roku (The Year's Best Sex)
Alexy Tyler a Tristan Jaxx v Contact (Mustang)
JT a Lex Laziruzz v Da Hating Game (Pitbull Productions)
Eddie Diaz a Jude Collin v Excess (Rascal Video)
Johnny Hazzard a Vinnie D’Angelo v Hazzard Zone (Rascal Video)
Nash Lawler a Kirk Cummings v Hot House Backroom 8 (Hot House)
RJ Danvers a Josh West v Jock Itch (Screaming Eagle)
Trystian Sweet a Cole Waters v Sporty Balls (Fratboy)
Diesel Washington a Steven Ponce v Telescope (Titan Media)
Scott Campbell a Antonio Biaggi v To the Last Man (Raging Stallion Studios)
Tommy Lima a Antonio Bello v Tommy Lima in Brazil 1: On the Beach (Alexander Pictures)
Nejlepší sex pro tři a víc (Best Sex for 3 or More)
osazenstvo v Blackballed 6 (All Worlds Video)
dvojčata Mangiatti a Brian Bodine v Cruising Budapest VI (Lucas Entertainment)
Tony Elliot (Milo Peters a Elijah Peters v Cyber Games (Falcon International
osazenstvo v Hotter Than Hell 2 (Raging Stallion Studios)
Trystian Sweet, Rod Daily a Kevin Cavalli v Hung Country for Young Men (Jet Set)
Ross Hurston, Johnny Gunn a Francesco D’Macho v Paging Dr. Finger (Hot House)
Michael Lucas, Claudio Martin a Kurt Wild v Pounding the Pavement (Lucas Entertainment)
Jean Franko, Ricardo Safado, Rodrigo Ferrais, Rocco Banks, Harry Louis a Erik Demko v Skin Deep (Kristen Bjorn Productions)
Marcelo Sousa, Cosme Diaz a Francisco Macedo v Tommy Lima in Brazil 2: In the Jungle (Alexander Pictures)
Vinnie D'Angelo, Jude Collin a Justin Jameson v Winter Heat (Falcon Studios)
Nejlepší sólo (Best Solo)
Rick Fontana a Marc Vidal v Sun Kissed (Bel Ami)
Nejlepší orální sex (Best Oral Sex)
Jackson Wild a Chad Hunt v Unknown: Ghost of a Chance (Rascal Video)
čestné uznání: Dominic Pacifico a Tyler Dix v Workin’ Hard (Mustang Studios)
Nejlepší rimming (Best Rimming)
Justin Christopher a Jay Black v Big Bigger Biggest 1 (Raging Stallion Studios)
Nejlepší mezigenerační sex (Best Daddy-Boy Sex)
Kaven Sincer a The Ass Professor v Spread Dat Butta (Pitbull Productions)
„Udělej mi to správně!“ (Rub Me the Right Way)
Adam Champ a Darin Hawk v Couples III (COLT Studio)
Nepopsatelný obraz (Image Too Incendiary for Words)
François Sagat v klaunské masce a síťovaném trikotu v Fun House (Titan Media)
Nejlepší řeči (Best Dirty Talk)
Jake Starr v Pounding the Pavement (Lucas Entertainment)
Nejlepší zvuky a výraz tváře při sexu (Best Vocal & Facial Expressions During Sex)
Dean Carter v Slide (Jet Set)
čestné uznání: Kurt Wild kdykoli je v pasivní roli
Nejlepší film pro milovníky zadků (Best Movie for Butt Lovers)
Take It Like a Man 1: Azz on Fire (Pitbull Productions)
čestné uznání: Strong Will: The Assertion (Buckshot)
Nejvíc sexy kluk na světě (Most Fuckable Boy in the World)
Kurt Wild
Nejlepší hudba (Best Music)
JD Slater & Nekked za To the Last Man (Raging Stallion Studios)
čestné uznání: Joe Wilson v Slide (Jet Set)
Nejlepší výstřik (Having a Blast! – cum shot)
Lil Nellie v Spread Dat Butta (Pitbull Productions)
Nejlepší nováčci na scéně (Best New Kids on the Block)
- účinkující – USA: RJ Danvers
- účinkující – zahraniční: Dolph Lambert
- režisér: Steve Cruz
- studio: Spritzz
- destinace: Argentina

Panteon Michelangelových těl (Onan's Pantheon of Michelangelo Bodies)
Eddie Diaz
Dean Flynn
Nejhlubší hrdlo (Deepest Throat)
Jackson Wild
čestné uznání: Logan McCree
Nejlepší hrudník (Best Chest)
- zarostlý: Mike Dreyden
- holý: Rod Daily

Nejlepší zadek (Best Buns)
Blake Riley
Nejžhavější muž na Zemi (Hottest Man on the Planet)
Milan Gamiani
čestné uznání: Eric Moreau
Nejlepší klasické DVD (Best Classic DVD)
Seven in a Barn (Bijou Video, 1971)
čestné uznání: 19 Good Men (Bijou Video, 1993)
Cena za drsný humor (Savage Humor Award)
Ricky Sinz: „I said no teeth“ v To the Last Man (Raging Stallion Studios)
čestné uznání: film Farts! (Lucas Entertainment)
Nejchytřejší název (Cleverest Title)
The Twink Whisperer (PZP Productions)
Náhodná erotická chvíle (Chance Erotic Moment)
Damien Crosse a Anton Harri – slíznutí potu ze zad v To the Last Man (Raging Stallion Studios)
čestné uznání: Cameron Marshall a Krystal Kali a jiskření mezi nimi v Shifting Gears (All Worlds Video)
„Co vás ve škole nenaučili“ (Things They Didn't Teach You at School)
Lee Dakota použije svůj penis jako lucernu v Sounding #2 (Raging Stallion Studios)
[ zpět nahoru ]

### 2009
V roce 2009 byla znovu vynecháno ocenění v kategorii „Rub Me the Right Way“ a výraz tváře, film pro milovníky zadků a nejchytřejší název. Nově byla udělena „trojitá koruna“. Oceněni byli:
Účinkující roku (Performer of the Year)
Tony Buff
Nejlepší film – USA (Best Film – USA)
Inside Israel (Lucas Entertainment)
Nejlepší film – zahraniční (Best Film – Foreign)
Love Addiction (Sarava Productions)
Nejlepší režie – USA (Best Director – USA)
Chi Chi LaRue za Taken: To the Lowest Level (Rascal Video)
Nejlepší režie – zahraniční (Best Director – Foreign)
Strongboli za Love Addiction (Sarava Productions)
Nejlepší režie – web (Best Director – Web)
Damien Crosse a Francesco D'Macho z Staghomme.com
Nejlepší scénář (Best Screenplay)
Tread Heavy (Rascal Video)
Nejlepší herec – USA (Best Actor – USA)
Marcus Steele v Car Jackers (Jet Set Men)
Nejlepší herec – zahraniční (Best Actor – Foreign)
Ariel Vanean v Follow Me (AYOR Studios)
Nejlepší herec ve vedlejší roli (Best Supporting Actor)
Ryan Raz v Focus/ReFocus (Raging Stallion Studios)
Nejlepší nesexuální role (Best Non-sexual Performance)
Joe Wicht v Focus/ReFocus (Raging Stallion Studios)
Nejlepší kamera (Best Videography)
Focus/ReFocus (Raging Stallion Studios)
Nejlepší umělecké vedení (Best Art Direction)
Focus/ReFocus (Raging Stallion Studios)
Nejlepší vysněný sex (Best Mind Fuck)
Blake Riley s umělou zadnicí v Rascal: A Toy Story (Rascal Video)
čestné uznání: Dean Flynn a Bryan Slater ke konci scény v Battle Creek Breakdown (Titan Media)
Nejvášnivější sex (Most Passionate Sex)
Jay Roberts a Brice Farmer v Paris Playboys (Lucas Entertainment)
Nejlepší sex roku (The Year's Best Sex)
1. CJ Madison a Coby Mitchell v Double Barrel (Titan Media)
2. Tony Buff a Will Parker v Folsom Flesh (Titan Media)
3. Alessio Romero a Fabio Stallone v Hard Friction (Raging Stallion)
4. Matan Shalev a Jonathan Agassi v Men of Israel (Lucas Entertainment)
5. Erik Rhodes a Derrek Diamond v Pledgemaster: The Hazing (Falcon Studios)
6. Francesco D’Macho a Damien Crosse v Porn Stars in Love (Raging Stallion)
7. Afrikan Prince a Venom v Queens Plaza Pickup 3 (Real Urban Men)
8. Robert Van Damme a Tyler Saint v Robert Van Damme’s Private Party 3 (RVD Productions)
9. Benjamin Bradley a Jesse Santana v Tackle (Jet Set Men)
10. Benjamin Bradley a Nelson Troy v Tread Heavy (Rascal Video)

Nejlepší sex pro tři a víc (Best Sex for 3 or More)
1. Ross Hurston, Lucas Knowles a Ethan Wolfe v Backroom Exclusive Videos 11 (Hot House)
2. závěrečná orgie v Duro (AMG Brasil)
3. Adam Killian, Steve Cruz a Ricky Sinz v Focus/ReFocus (Raging Stallion)
4. James Jones, Dark Devil a Jack Dragon v Horse Club (High Octane)
5. Daniel Marvin, Pedro Andreas a Bruno Bordas v Love Addiction (Sarava Productions)
6. Tris Roberts, Shawn Hunter a Damien Holt v Manhole 2 (Mustang Studios)
7. Ethan Grant, Ross Hurston a Nick Moretti v Masterpiece (Hot House)
8. Bruno Bordas, Carlos Sanchez a Armando Campos v Prison Breakers (Alexander Pictures)
9. Shane Risk v gangbang scéně v Taken: To the Lowest Level (Rascal Video)
10. Jackson Lawless, Rick Van Sant a Josh West v Up Yours Pt. 1 (Club Inferno)

Nejlepší sólo (Best Solo)
Adam Killian v Taken: To the Lowest Level (Rascal Video)
Nejlepší orální sex (Best Oral Sex)
Rafael Carreras a Valentin Petrov v Lost Diary of Giovanni (Lucas Entertainment)
Nejlepší rimming (Best Rimming)
Steve Cruz a Cole Streets v Focus/ReFocus (Raging Stallion Studios)
Nejlepší mezigenerační sex (Best Daddy-Boy Sex)
Nick Moretti a Conner Habib v Brief Encounters (Pantheon Productions)
Nepopsatelný obraz (Image Too Incendiary for Words)
Jackson Wild s podpatky a boa v Cockstalker (Lucas Entertainment)
Nejlepší řeči (Best Dirty Talk)
Pirate's Booty (Adult Source Media)
Nejvíc sexy kluk na světě (Most Fuckable Boy in the World)
Conner Habib
čestné uznání: Landon Mycles
Nejlepší hudba (Best Music)
Focus/ReFocus (Raging Stallion Studios)
Nejlepší výstřik (Having a Blast! – cum shot)
Diesel Washington v Rear Deliveries (Raging Stallion Studios)
Nejlepší nováčci na scéně (Best New Kids on the Block)
- účinkující: Jonathan Agassi
- režisér: Robert Van Damme
- studio: znovuzrozené Mustang Studios
- destinace: Izrael
- webová stránka: Staghomme.com

Panteon Michelangelových těl (Onan's Pantheon of Michelangelo Bodies)
Austin Wilde
AJ Irons
Nejhlubší hrdlo (Deepest Throat)
Damian Rios
čestné uznání: Rafael Carreras
Nejlepší hrudník (Best Chest)
- zarostlý: Charly Diaz
- holý: Avi Dar

Nejlepší zadek (Best Buns)
Naor Tal
čestné uznání: Derrek Diamond
Nejžhavější muž na Zemi (Hottest Man on the Planet)
Andrew Justice
čestné uznání: Dominic Pacifico
Nejlepší klasické DVD (Best Classic DVD)
Erotic Explorer (Bijou Video, 1995)
Cena za drsný humor (Savage Humor Award)
Diesel Washington použije svůj ejakulát jako lepidlo na tapety v Red Light (Mustang Studios)
"18 West Overture" – dlouhá kompilace výstřiků na hudbu Čajkovského Slavnostní předehry 1812 v Skyler's Sex Adventures (18 West Studios)
Tony Mecelli a Vince Ferelli s tabulí „Pozor: vlhká podlaha“ v Locker Room (Hot House)
Jean Franko použije svoji cenu GayVN pro nejlepšího herce jako sexuální pomůcku v Action! (Kristen Bjorn Productions)
Náhodná erotická chvíle (Chance Erotic Moment)
Jessie Jordan a Rob Ryder a přemet s ukradeným polibkem v Curious (Buckshot)
čestné uznání: Ryan Torreta a jeho ostýchavý striptýz v Duro (AMG Brasil)
„Co vás ve škole nenaučili“ (Things They Didn't Teach You at School)
cévkování v Triage (Titan Media)
Trojitá koruna (Triple X Triple Crown)
Jason Crew, který dokáže autofelaci, penilně–anální penetraci i fisting sebe samého
[ zpět nahoru ]

### 2010
V roce 2010 byly obnoveny kategorie filmu pro milovníky zadků a nesmrtelného dialogu, zatímco kategorie nováčků se opět smrštila jen na jediného oceněného. Nebylo uděleno ocenění v kategorii nepopsatelného obrazu a trojitá koruna. Byla vyhlášena tato ocenění:
Účinkující roku (Performer of the Year)
Jonathan Agassi
Nejlepší film – USA (Best Film – USA)
Spanish Seductions (Lucas Entertainment)
Nejlepší film – zahraniční (Best Film – Foreign)
Tropical Adventure 2 (Kristen Bjorn Productions)
Nejlepší režie – USA (Best Director – USA)
Joe Gage za Dad Takes a Fishing Trip (D/G Mutual Media)
Nejlepší režie – zahraniční (Best Director – Foreign)
Kristen Bjorn za Tropical Adventure 1-2 (Kristen Bjorn Productions)
Nejlepší režie – web (Best Director – Web)
Brian Ockert z ChaosMen.com
čestné uznání: Jonno z UKNakedMen.com
Nejlepší scénář (Best Screenplay)
mr. Pam za Sex Addict (Lucas Entertainment)
Nejlepší herec – USA (Best Actor – USA)
Angelo Marconi v Brutal 1-2 (Raging Stallion Studios)
Nejlepší herec – zahraniční (Best Actor – Foreign)
Jacques Briere v Graffiti 2 a Watching Porn (Bel Ami)
Nejlepší herec ve vedlejší roli (Best Supporting Actor)
Andrew Justice v Dad Takes a Fishing Trip (D/G Mutual Media)
Nejlepší nesexuální role (Best Non-sexual Performance)
Lisa Ann v Getting Levi's Johnson (Jet Set)
čestné uznání: Sharon Kane v Affirmative Blacktion (All Worlds/C1R)
Nejlepší kamera (Best Videography)
Tropical Adventure 1-2 (Kristen Bjorn Productions)
Nejlepší umělecké vedení (Best Art Direction)
Brutal 1-2 (Raging Stallion Studios)
Nejlepší vysněný sex (Best Mind Fuck)
Tyler Saint a Erik Glock v Abuse of Power (Titan/Rough)
čestné uznání: Angyl Valentino a Derrick Hanson v Piss & Boots (Lucas Entertainment)
Nejvášnivější sex (Most Passionate Sex)
Rafael Carreras a Junior Stellano v Passion (Lucas Entertainment)
Nejlepší sex roku (The Year's Best Sex)
1. Ace Rockwood a Logan Stevens v Auditions 34: International Studs (Lucas Entertainment)
2. Derrek Diamond a Alexsander Freitas v Diamond Auto (Raging Stallion Studios)
3. D.O. and Angelo Marconi v Don't Ask Just Fuck (RSS)
4. Alessio Romero a Steve Cruz v HF2 (Hard Friction/Raging Stallion)
5. Jack McCarthy a Murphy Maxwell v Rafael in Paris (Lucas Entertainment)
6. Jean Franko a Jordan Fox v Rough/Tender (Lucas Kazan)
7. Adam Killian a John Magnum v Sex Addict (Lucas Entertainment)
8. Jed Willcox a Nic James v The Spurt Locker (UK Naked Men)
9. Aybars a Conner Habib v Tales of the Arabian Nights 1 (Raging Stallion)
10. Will Parker a Charly Diaz v Toolbox (Titan Media)

Nejlepší sex pro tři a víc (Best Sex for 3 or More)
1. Spencer Reed, Dominic Pacifico a Alexsander Freitas v Adrenaline (Mustang/Falcon)
2. Brandon Lee, Matthew Rush a Rod Daily v Affirmative Blacktion (All Worlds/C1R)
3. Tony Falco, Rod Daily a Landon Mycles v Ass and Ladders (Jet Set)
4. Tony Buff, Spencer Reed a Cullen Cable v Bound Flogged Fisted (TitanMen Rough)
5. Alessio Romero, David Anthony a Will Parker v Criminal Intent (Titan Media)
6. Andrew Justice, Felix Andrews a Richie Sabatini v Dad Takes a Fishing Trip (D/G Mutual Media)
7. Chris Porter, Girth Brooks a Tristan Jaxx v Depths of Desire 1 (Mustang/Falcon Studios)
8. Dario Dolce a dvojčata Peters v Intimate Liaisons (Bel Ami)
9. James Gates, Conner Habib a Parker London v Locker Room Spy Guy (Jet Set)
10. Dominic Pacifico, Cameron Adams a Brandon Lewis v Unloaded (Raging Stallion Studios)

Nejlepší sólo (Best Solo)
Leo Alarcon v Mojave Run (Titan Media)
Nejlepší orální sex (Best Oral Sex)
Ross Hurston a Matt Hughes v Are You Being Serviced? (UK Naked Men)
čestné uznání: Conner Habib a Parker London v Locker Room Spy Guy (Jet Set)
Nejlepší rimming (Best Rimming)
Race Cooper a Derek Reynolds v Steamworks (Raging Stallion Studios)
Nejlepší mezigenerační sex (Best Daddy-Boy Sex)
Jean Franko a Philippe Delvaux v Rough/Tender (Lucas Kazan Productions)
čestné uznání: Brenn Wyson a Parker Brookes v Grand Slam: Little Big League IV (All Worlds/C1R)
Nejlepší řeči (Best Dirty Talk)
Brock Armstrong a Drake Jaden v Depths of Desire 2 (Mustang/Falcon Studios)
čestné uznání: Christopher Saint v Search and Rescue (Titan Media)
Nejvíc sexy kluk na světě (Most Fuckable Boy in the World)
Rob Ryder
čestné uznání: Dylan Roberts
Nejlepší hudba (Best Music)
DJ Pornstar za Adrenaline (Mustang/Falcon Studios)
čestné uznání: Orlando Moneyshot za Anal Assault (TitanMen Rough)
Nejlepší výstřik (Having a Blast! – cum shot)
Adonis Cheeks v Desire for Hire (Real Urban Men)
Nejlepší nováček na scéně (Best New Kid on the Block)
Chris Porter
čestné uznání: Leo Alarcon
Panteon Michelangelových těl (Onan's Pantheon of Michelangelo Bodies)
Race Cooper
Ennio Guardi
Nejhlubší hrdlo (Deepest Throat)
Landon Mycles
čestné uznání: Alessio Romero
Nejlepší hrudník (Best Chest)
Leo Alarcon
čestné uznání: Heath Jordan
Nejlepší zadek (Best Buns)
Mike Colucci
čestné uznání: John Magnum
Nejžhavější muž na Zemi (Hottest Man on the Planet)
Rafael Carreras
čestné uznání: Jonathan Agassi
Nejlepší klasické DVD (Best Classic DVD)
Fratrimony (All Worlds/C1R, 1989)
Cena za drsný humor (Savage Humor Award)
Brandon Lee a Matthew Rush – vykázání z baru, protože „dělá kokain, ne bavlnu“ v Affirmative Blacktion (All Worlds/C1R)
čestné uznání: jídelníček v Pizza Boy Gang Bang (Jet Set)
Náhodná erotická chvíle (Chance Erotic Moment)
Thomas Divila si odvádí dva kluky do ložnice v Private Entry (TitanMen Fresh)
čestné uznání: Christopher Saint sedí ve stínu u bazénu v Reflex (Titan)
„Co vás ve škole nenaučili“ (Things They Didn't Teach You at School)
Použijte dildo při sexu v aktivní roli a hned jste tím prostředním v „sendviči“ – Toolbox (Titan Media)
Dr. Ross Hurston a jeho techniky extrakce spermatu v sérii Hot House Backroom a pro web UKNakedMen.com
Film pro milovníky zadků (Movie for Butt Lovers)
Lotus (Buckshot)
Nesmrtelný/nemorální dialog (Immor(t)al Dialogue)
„Get my body ready for use.“ – Jacques Briere a Colin Hewitt v Graffiti 2 (Bel Ami)
[ zpět nahoru ]

### 2011
Ocenění za rok 2011 byla vyhlášena zpětně až v roce 2013. Provozovatel magazínu to odůvodnil tím, že v roce 2010 skončila ocenění GayVN Awards, v jejichž porotě figuroval. Dále ubylo studií vydávajících klasická DVD a namísto toho se rozroztlo množství webových stránek nabízejících jednotlivé scény bez ucelenějšího scénáře. Většina z nich přitom neposkytuje recenzentům volný přístup. Přesto tedy byla vyhlášena tato ocenění:
Účinkující roku (Performer of the Year)
Brandon Lewis
Nejlepší film a režie – USA (Best Film & Director – USA)
Chris Ward za The Other Side of Aspen VI (Falcon)
čestné uznání: Joe Gage za Jury Duty (Titan)
Nejlepší film a režie – zahraniční (Best Film & Director – Foreign)
Kristen Bjorn za Costa Brava (Kristen Bjorn Productions)
Nejlepší začínající režisér (Best Emerging Director)
Christian Owen
Nejlepší scénář (Best Screenplay)
Tony Dimarco a Jack Shamama za Golden Gate: The Perfect 10 (Naked Sword)
čestné uznání: Chris Steele za Anthony's Weener (Jet Set)
Nejlepší herec – USA (Best Actor – USA)
Jonathan Agassi v Trapped in the Game (Lucas Entertainment)
Nejlepší herec – zahraniční (Best Actor – Foreign)
Ariel Vanean v The Private Life of Ariel Vanean (Bel Ami)
Nejlepší herec ve vedlejší roli (Best Supporting Actor)
Jimmy Clay v To Fuck a Predator (Jet Set)
Nejlepší nesexuální role (Best Non-sexual Performance)
Rob Romoni v Bad Ass Bottoms (Jet Set)
Nejlepší kamera (Best Videography)
Tony Dimarco za Industrial Encounters (Raging Stallion)
Nejlepší umělecké vedení (Best Art Direction)
Score 1-2 (Hot House)
Nejlepší vysněný sex (Best Mind Fuck)
Otec nachytá syna při masturbaci a dojde k vzájemnému orálnímu uspokojení v Joe Gage Sex Files 7: Doctors and Dads (Dragon Media)
Nejvášnivější sex (Most Passionate Sex)
Jonathan Agassi a Adam Killan v Trapped in the Game (Lucas Entertainment)
čestné uznání: Wilfried Knight a Kennedy Carter v Pounded Down (Raging Stallion)
Nejlepší sex roku (The Year's Best Sex)
1. Jesse Santana a Dominic Sol v Blue Collar (Raging Stallion)
2. Junior Stellano a Draven Torres v Hardcore (Titan)
3. Landon Conrad a Christopher Daniels v Indiscretion (Falcon)
4. Josh Gingerson a Dale Cooper v Joe Gage Sex Files 8: Divorced Men's Support Group (Dragon Media)
5. Kennedy Carter a Adam Knox v Major Asshole (Hot House)
6. Samuel Colt a Nate Karlton v Muscles in Leather (COLT)
7. Dean Monroe a Jimmy Durano v Raising the Bar 2 (All Worlds Video)
8. Kyle King a Gavin Waters v Score! Game 2 (Hot House)
9. Vadim Farrell a Scott Carter v Sex City 2 (Kristen Bjorn Productions)
10. Kurt Rogers a Carioca v Up the Aristocracy (UK Naked Men)

Nejlepší sex pro tři a víc (Best Sex for 3 or More)
1. Phuc Loan, Antoine Mory, Angel Damon a Maxence Gallagher v Anges et Demons (CadinotUSA)
2. Tony Madrid, Raul Enguidanos, Ray Andres a Justin Harris – orgie s dvěma dvojitými penetracemi v Costa Brava (Kristen Bjorn Productions)
3. Brandon Lewis, Kennedy Carter, Phenix Saint v The Dude Show 1 (Hot House)
4. závěrečná orgie v Frat Boy Fuck Down (Catalina Video)
5. Jesse Santana, Dylan Roberts a Colby Keller v Indiscretion (Falcon)
6. Jimmy Durano, Connor Maguire a Billy Heights v Jersey Score 2 (Jet Set)
7. závěrečná scéna sedmi mužů v Jury Duty (Titan)
8. Dean Monroe, Cristian Ray a Kayden Hart v Lick it Clean: Below the Rim 2 (C1R)
9. Ennio Guardi a dvojčata Petersova v Taboo 2 (Bel Ami)
10. Dario Dolce, Trevor Yates a Julien Hussey v Too Big to Fail (Bel Ami)

Nejlepší sólo (Best Solo)
Johannes Winter v CamBoy (Eurocreme)
čestné uznání: Craig Reynolds v Lawless (Hot House)
Nejlepší orální sex (Best Oral Sex)
orální orgie deseti mužů v Skin on Skin 2 (Bel Ami)
Nejlepší rimming (Best Rimming)
Adam Killian a Cavin Knight v Men in Suits (Lucas Entertainment)
Nejlepší mezigenerační sex (Best Daddy-Boy Scene)
Ray Andres a Justin Harris v Costa Brava (Kristen Bjorn Productions)
Nejlepší řeči (Best Dirty Talk)
Jason Adonis a Race Cooper v Dominus (Raging Stallion)
Nejvíc sexy kluk na světě (Most Fuckable Boy in the World)
Dario Dolce
čestné uznání: AJ Irons
Nejlepší hudba (Best Music)
Maxi for RemixLab za Industrial Encounters (Raging Stallion Studios)
Nejlepší výstřik (Having a Blast! – cum shot)
Jimmy Clay v TSA Strip Down (Jet Set)
čestné uznání: Harry Louis v Auditions 37: Balls to the Wall (Lucas Entertainment)
Nejlepší nováček na scéně (Best New Kid on the Block)
Cavin Knight
čestné uznání: Heath Jordan
Panteon Michelangelových těl (Onan's Pantheon of Michelangelo Bodies)
Sascha Chaykin
Nejhlubší hrdlo (Deepest Throat)
Christopher Daniels
Nejlepší hrudník (Best Chest)
Scott Carter
Nejlepší zadek (Best Buns)
Kyle King
čestné uznání: Billy Heights
Nejžhavější muž na Zemi (Hottest Man on the Planet)
Adam Killian
Nejlepší klasické DVD (Best Classic DVD)
Le Voyage à Venise / Carnival in Venice (Jean-Daniel Cadinot, French Art, 1987)
Cena za drsný humor (Savage Humor Award)
Landon Mycles a Adam Killian vzájemně vystříkají proudy koly na svá ztopoření v Raising the Bar 1: Hollywood Cock Tales (All Worlds Video)
Náhodná erotická chvíle (Chance Erotic Image)
Dakota Rivers vytáhne ocelový piercing z žaludu Jesse Santany v Indiscretion (Falcon)
„Co vás ve škole nenaučili“ (Things They Didn't Teach You at School)
Jak podpálit svého milence v Invasive Procedures (Titan)
Film pro milovníky zadků (Movie for Butt Lovers)
Eye Contact (Lucas Entertainment)
Nesmrtelný/nemorální dialog (Immor(t)al Dialogue)
Na otázku „Co se dá dělat, abys měl takové svaly?“ odpoví Sascha Chaykin: „Hodně onanovat.“ v Skin on Skin 3 (Bel Ami)
[ zpět nahoru ]